# Heinrich August Metzler
Heinrich August Metzler (* 6. Januar 1883 in Hünshoven; † 30. Juni 1961) war ein deutscher Kommunalpolitiker und ehrenamtlicher Landrat (CDU).
Von 1948 bis 1956 gehörte Metzler dem Kreistag des Landkreises Euskirchen an. Vom 8. November 1948 bis zum 15. November 1956 war er Landrat des Landkreises Euskirchen. Ferner war er Mitglied der Landschaftsversammlung des Landschaftsverbandes Rheinland. Metzler war in verschiedenen Gremien des Landkreistages Nordrhein-Westfalen tätig.
Am 9. Oktober 1958 wurde ihm das Bundesverdienstkreuz I. Klasse verliehen.